# Белолобая пенелопа
Белолобая пенелопа (лат. Penelope jacucaca) —   птица из семейства краксов, обитающая в Южной Америке. Эндемик каатинги на северо-востоке Бразилии. 
Естественной средой обитания являются субтропические или тропические сухие леса и субтропические или тропические влажные леса на небольшой высоте. Вид находится под угрозой из-за утраты мест обитания и охоты.